# 三條美紀
三條 美紀（さんじょう みき、1928年〈昭和3年〉8月25日 - 2015年〈平成27年〉4月9日）は、日本の女優。本名：佐藤 幹子（さとう みきこ）。旧芸名は三条 美紀。京都府京都市右京区出身。血液型A型。父は俳優で大映の部長も務めた佐藤圓治。娘は元女優の紀比呂子。オフィスまとば所属。

## 来歴・人物
京都で生まれ、日活に所属していた父が日活多摩川撮影所へ移るのを機に上京。東京都立桜水女子商業学校（現在の東京都立杉並総合高等学校）卒業。戦時中は、学徒動員により東芝府中工場の経理課で勤務していた。
戦後、大映東京撮影所経理課に勤務していたが、戦後になり大映がスターを発掘する中、永田雅一ら社内上層部の目に留まり演技課へ異動。1946年に映画『君かと思ひて』で女優デビュー。1947年、映画『踊子物語』で初主演。芸名は本名をもじってつけられた。
三益愛子の『母ものシリーズ』をはじめ、若尾文子や山本富士子登場までの大映を支えた。
1952年（昭和27年）1月5日、同1月10日から開催された南米のウルグアイでのウルグァイ国際映画祭に出席のため東京国際空港（羽田空港）を出発、当時はまだ海外渡航自由化の遥か前で大変貴重なウルグアイ訪問となった。
1954年に大映を退社し、フリーを経て、1955年（昭和30年）に東映に移籍。
1960年代からはテレビドラマに活動の場を拡大し、2時間ドラマにも助演した。
市川崑監督作品の常連であった。
2015年（平成27年）4月9日、うっ血性心不全のため東京都内の自宅で死去した。86歳没。

## 鶴岡市の忠犬ハチ公試作石膏像
渋谷忠犬ハチ公銅像の制作者の安藤士がアトリエとしていた借家を後に三條が購入した際に、残されていた家財道具の中に渋谷忠犬ハチ公像の試作石膏像があった。これを父の佐藤円治が譲り受け、知人を介して湯野浜温泉の旅館や建設会社等を経た後に鶴岡市藤島庁舎（旧藤島町役場）に保管されることになった。石膏像は2012年（平成24年）6月24日より、毎年4月15日から翌年2月15日までの期間はJR鶴岡駅にて公開されている。

## 出演

### 映画
- 君かと思ひて（1946年、大映）
- 踊子物語（1947年、大映）
- 花嫁の正体（1947年、大映）
- 花咲く家族（1947年、大映）
- 初恋物語（1947年、大映）
- いつの日か花咲かん（1947年、大映）
- 運命の暦（1948年、大映）
- 山猫令嬢（1948年、大映）
- 舞台は廻る（1948年、大映）
- 母（1948年、大映）
- 王将（1948年、大映）
- 母紅梅（1949年、大映）
- 静かなる決闘（1949年、大映）
- 嵐の中の姉妹（1949年、大映）
- 美貌の顔役（1949年、大映）
- 流れる星は生きている（1949年、大映）
- 母燈台（1949年、大映）
- 母椿（1950年、大映）
- 一匹狼（1950年、大映）
- 暴力の街（1950年、大映）
- 転落の詩集（1950年、大映）
- 南の薔薇（1950年、大映）
- 火の鳥（1950年、大映）
- 三悪人と赤ん坊（1950年、大映）
- 姉妹星（1950年、大映）
- 紅蝙蝠（1950年、大映）
- 消防決死隊（1951年、大映）
- 雪割草（1951年、大映）
- 銭形平次（1951年、大映）
- 西城家の饗宴（1951年、大映）
- わが一高時代の犯罪（1951年、東映）
- 炎の肌（1951年、大映）
- 群狼の街（1952年、大映）
- 娘初恋ヤットン節（1952年、大映）
- 安宅家の人々（1952年、大映）
- 続馬喰一代（1952年、大映）
- 腰抜け巌流島（1952年、大映）
- 街の小天狗（1952年、大映）
- 新婚のろけ節（1953年、大映）
- 怒れ三平（1953年、大映）
- 暴力市街（1953年、大映）
- 妻恋黒田節（1954年、大映）
- 赤穂義士（1954年、大映）
- 幽霊男（1954年、東宝） - 三橋絹子
- 歌ごよみ お夏清十郎（1954年、新東宝） - お蔦
- 透明人間（1954年、東宝） - 美千代[1]
- 赤いカンナの花咲けば（1955年、東宝） - 矢代早苗
- 魚河岸の石松 マンボ石松踊り（1955年、東映）
- まぼろし小僧の冒険 たつまきの決戦（1955年、東映）
- 殺人現行犯（1955年、東映）
- 羅生門の妖鬼（1956年、東映）
- 拳銃対拳銃（1956年、東映）
- 大地の侍（1956年、東映）
- 頑張れゴンさん（1956年、東映）
- 地下鉄三四郎（1956年、東映）
- 夕日と拳銃 日本篇 大陸篇（1956年、東映）
- 浅草三四郎（1956年、東映）
- 孫悟空 第一部（1956年、東映） - 観音菩薩
- 孫悟空 第二部（1956年、東映） - 観音菩薩
- 大江戸喧嘩纏（1957年、東映）
- 母星子星（1957年、東映）
- 喧嘩社員（1957年、東映）
- 無敵社員（1957年、東映）
- 不良女学生（1957年、東映）
- 抜打ち浪人（1957年、東映）
- 殺人者を逃すな（1957年、東映）
- 青い海原（1957年、東映）
- こけし子守唄 夕やけ鴉（1957年、東映）
- 坊ちゃん大学（1957年、東映）
- ふるさとの唄 哀愁のりんご園（1957年、東映）
- ふるさとの唄 お母さんの東京見物（1957年、東映）
- 娘十八御意見無用（1958年、東映）
- 美しき姉妹の物語　悶える早春（1958年、東映）
- 恋愛自由型（1958年、東映）
- 花笠若衆（1958年、東映）
- 母と娘の瞳（1959年、東映）
- 東京べらんめえ娘（1959年、東映）
- 地獄の底までつき合うぜ（1959年、東映）
- 空港の魔女（1959年、東映）
- 馬喰一代（1963年、東映）
- 若大将対青大将（1971年、東宝） - 太田春江
- 犬神家の一族（1976年、東宝） - 犬神竹子
- 俺の選んだ女（1976年、東宝）
- 病院坂の首縊りの家（1979年、東宝） - 田辺光枝
- 古都（1980年、東宝）
- 幸福（1981年、東宝） - 遠藤の妻[6]
- 細雪（1983年、東宝）
- 夢千代日記（1985年、東映）
- 鹿鳴館（1986年、東宝）
- 映画女優（1987年、東宝）
- 華の乱（1988年、東映） - 有島幸子（有島武郎の母）
- Lie Lie Lie（1997年、東映）
- 愛する（1997年、日活） - 稲村看護婦長
- UN loved（2002年、WOWOW） - 安西
- 鏡の女たち（2003年、グルーヴコーポレーション）
- 輪廻（2006年、東宝） - 大森歩美
- 犬神家の一族（2006年、東宝） - お園
- 黄金花 秘すれば花 死すれば蝶（2009年、太秦） - おなお婆さん

### テレビドラマ
- 日真名氏飛び出す（1955年 - 1962年、TBS）
- 七色仮面（1959年 - 1960年、NET）
- 松本清張シリーズ・黒の組曲 第22話「初登攀」（1962年、NHK） - 白鳥
- 孤独の賭け（1963年、NET） - 大垣田鶴子 役
- 特別機動捜査隊（NET / 東映）
  - 第146話「白い杖」（1964年）
  - 第156話「みだれ」（1964年）
  - 第211話「焼死体」（1965年）
  - 第212話「聞こえない町」（1965年）
- ザ・ガードマン（TBS / 大映テレビ室）
  - 第14話「殺人者」（1965年）
  - 第172話「怪談殺人鬼ホテル」（1968年）
  - 第291話「バクチで稼ごう! 団地奥さん」（1970年）
  - 第293話「逃げろ! 妻からの殺人指令」（1970年）
  - 第308話「結婚サギ師・責任とってもらいます」（1971年）
- 素浪人 月影兵庫 第5話「乙女心はふるえていた」（1965年、NET） - とみ 役
- 馬喰一代（1965年 - 1966年、NTV）
- 銭形平次 第22話「渡り鳥」（1966年、CX） - お由 役
- 三匹の侍（CX）
  - 第4シリーズ 第3話「弁天楼異聞」（1966年） - 女将
  - 第6シリーズ 第22話「苦い米」（1969年） - お近 役
- ウルトラセブン 第47話「あなたはだぁれ?」（1968年、TBS） - 佐藤敏枝 役
- 戦え! マイティジャック 第15話「死人の館に突進せよ!」（1968年、CX） - 金子の妻
- 大奥 第43話「お琴あわれ」・第44話「比丘尼の館」（1969年、KTV） - 水之江
- キイハンター 第46話「奥様の殺し方教えます」（1969年、TBS）
- 風の中を行く（1969年、NTV）
- 大坂城の女（1970年、KTV）
- 鬼平犯科帳 第41話「白浪看板」（1970年、NET / 東宝） - おしん 役
- 時間ですよ（1970年、TBS）
- 素浪人 花山大吉 第77話「心の中では泣いていた」（1970年、NET） - お徳 役
- 江戸川乱歩シリーズ 明智小五郎 第23話「赤い血をなめる女たち」（1970年、12ch）
- 徳川おんな絵巻 第3話「いれずみ美女」・第4話「炎の肌」（1970年、KTV） - 片岡
- 鬼平犯科帳 第2シリーズ 第7話「夜狐」（1971年、NET / 東宝） - 近藤万寿子 役
- 女の顔（1971年、12ch）
- 天下御免（1971年 - 1972年、NHK）
- 刑事くん 第2部 第40話「青春の詩」（1972年、TBS） - 紺野夕子 役
- 決めろ!フィニッシュ（1972年、TBS / 東宝） - 次郎の母 役
- レモンの天使 第21話「恋はレモンのように」（1972年、フジテレビ/東宝） -盲腸の入院患者 役
- コートにかける青春（1972年、CX / 東宝） - 津川
- おらんだ左近事件帖 第23話「じゃがたら人形」（1972年、CX / 東宝） - きぬ 役
- 大江戸捜査網 第269話「涙の花嫁衣裳」（1976年、12ch / 三船プロ） - おひさ 役
- 新選組始末記（1977年、TBS） - 八木まさ（八木源之丞の妻） 役
- 華麗なる刑事 第13話「撃つべきだったか?」（1977年、CX / 東宝） - キヨシの母
- おせん（1977年、TBS）
- 土曜ドラマ「松本清張シリーズ たずね人」（1977年、NHK） - 久子
- ポーラテレビ小説（TBS）
  - 夫婦ようそろ（1978年） - 豊
  - マリーの桜（1980年） - 邦子
- 孤独の賭け（1978年、12ch） - 大垣田鶴子 役
- 西部警察 第12話「ビッグバッド・ママ」（1979年、ANB） - 飯島タエ 役
- 阿修羅のごとく（1979年、NHK）
- 阿修羅のごとく パートII（1980年、NHK）
- 夜明けのタンゴ（1980年、TBS）
- 天皇の料理番（1980年 - 1981年、TBS）
- 木曜ゴールデンドラマ（YTV）
  - 華岡青洲の妻（1980年）
  - 千羽鶴幻想（1984年8月9日） - 里
  - ふたりの女 赤と黒の追憶（1988年）
- 大河ドラマ (NHK)
  - おんな太閤記（1981年） - こひ 役
  - 秀吉（1996年） - 土田御前 役
  - 徳川慶喜（1998年） - とき 役
- ザ・ハングマン 第19話「恐怖で走るダイナマイト女」（1981年、ABC） - 千野美千代
- 水戸黄門（TBS / C.A.L）
  - 第12部 第2話「頑固くらべで悪退治 -八王子-」（1981年9月7日） - おみね
  - 第16部 第35話「赤べこが結ぶ夫婦の絆 -会津-」（1986年） - お藤
- 新五捕物帳 第143話「裁かれた罪の花」（1981年、NTV） - おつね
- 土曜ワイド劇場（ANB）
  - 松本清張の山峡の章・みちのく偽装心中（1981年）
  - 小樽殺人事件・北海〜能登〜安曇野・黒揚羽蝶は死の予告!オタモイ岬の女（1986年）
  - カルチャースクール連続殺人事件（1987年）
  - 殺意の終着駅（1987年）
  - 函館のおんな殺人行（1991年） - 秋元富士 役
  - 7人のOLが行く!（1994年）
- 幻之介世直し帖 第18話「枯野に散った狼たち」（1982年、NTV）
- 売れっこ女房（1979年、KTV）
- 遠山の金さん 第1シリーズ 第35話「浮世風呂からくり殺人!」（1982年、ANB / 東映） - お吉
- 火曜サスペンス劇場（NTV）
  - 冷ややかな情死（1983年、国際放映） - 川端ふさ子 役
  - 見えない橋（1984年）
  - 鉄の串（1986年、映像プロデュース） - 玉井初子 役
  - 地方記者・立花陽介4 青梅奥多摩通信局（1994年、近代映画協会） - 長谷とよ子 役
  - 救急指定病院10（1999年） - 間宮綾乃 役
  - 当番弁護士8（1999年） - 祖父江勝江 役
  - 地方記者・立花陽介15 能登輪島通信局（2000年、近代映画協会）
  - 小京都ミステリー21（2000年） - 島本恒子 役
- あいつと俺 第10話「霧の町の少女 -湯布院-」（1984年、テレビ東京）[注釈 2]
- 大奥 第47話「年上の佳人」（1984年、KTV / 東映） - 杉岡
- その時、妻は（1984年、TBS）
- 新・大江戸捜査網 第1話「激闘! 御成敗書が闇に舞う」（1984年、TX） - おかね
- 真田太平記（1985年、NHK新大型時代劇） - 阿茶局
- 乳姉妹 第23話『ふたつの恋戦争』（1985年、TBS）
- 赤かぶ検事奮戦記IV 第3話「自首したキリスト」（1985年、ANB）
- 愛の劇場 / ママの色鉛筆（1988年、TBS）
- 金曜エンタテイメント・ミッドナイトドラマシアター / わたしの彼を殺した女（1988年、CX） - 柴田晶子の母[注釈 3]
- 現代神秘サスペンス / もうひとつの世界（1989年、KTV）
- ザ・刑事 第22話「目撃者は女の幽霊!」 （1990年、ANB） - 岩淵とき
- 水曜グランドロマン / 手塚治虫物語（1990年、NTV）
- 東芝日曜劇場 / 秋、定年十年目の…（1991年、TBS）
- うたう!大龍宮城（1992年、CX） - 宇田川直美
- 半七捕物帳 第9話「恋しぐれ鎌倉河岸」（1992年、NTV） - お駒
- 君のためにできること Anything for you（1992年、CX）
- ドラマ30
  - 危険な再会（1993年、CBC）
  - これで家族（1997年、CBC） - タネ
- この世の果て（1994年、CX）
- グッドモーニング（1994年、CX）
- 終らない夏（1995年、NTV）
- 裸の大将放浪記 第76話「母と子の心を結んだ美女の竹刀 清も参ったわんぱく坊や」（1995年、KTV）
- 姫将軍大あばれ 第41話「葵の御紋に泣く老婆」（1996年、TX） - 千勢
- はぐれ刑事純情派（ANB / 東映）
  - 第9シリーズ 第24話「京都逃避行・宝くじを買う女」（1996年）
  - 第11シリーズ 第23話「夫婦の定年!? 家庭内菜園で会った女」（1998年） - 千代
- 大往生（1996年、NHK-BS2）
- 凄絶!嫁姑戦争 羅刹の家（1998年、ANB） - 小椋澄代
- 大江戸を駈ける! 第15話「正義の剣よ永遠に -高輪-」（2001年、TBS / C.A.L） - 芳順尼
- Pな彼女 第6シリーズ「セシルの奇跡」（2002年、TBS / BS-i）
- 金曜エンタテイメント 「えなりかずきの少年探偵・事件でござる1」（2002年5月17日、フジテレビ） - 小林秀子
- 女と愛とミステリー（2003年、TX / BSジャパン）
  - 旅行作家・茶屋次郎1 梓川清流殺人事件（2001年）
  - 山村美紗サスペンス / 不倫調査員・片山由美4 京都・宇治伏見殺人慕情（2003年） - 片山正代
  - 内田康夫サスペンス / 信濃のコロンボ事件ファイル4 戸隠伝説殺人事件（2003年）
- 水曜プレミア / 大都会の女たち（2004年、TBS）
- 月曜ミステリー劇場 / 世直し公務員 ザ・公証人（2006年、TBS）
- チーム・バチスタの栄光 第3話（2008年、CX）
- 金曜プレステージ / いじわるばあさん1（2009年1月9日、CX）
  - 第2話「気をつけろ若造　お前の親はどこに居る」 - 渡久保ミヤ
- 浅見光彦〜最終章〜 第4話（2009年、TBS）
- 横溝正史ミステリ大賞 テネシーワルツ（2010年、TX） - 三隅早苗

### WEBドラマ
- グラウエンの鳥籠

### 舞台
- 女人太閤記
- 古都憂愁
- 湯けむり繁盛記
- 江戸の恋唄
- かわいい女
- 川中美幸特別公演「天下の恋です!　あたしの殿様」
- 八代亜紀特別公演「日本海疾風おんな節」

### その他のテレビ番組
- ライオンのいただきます（フジテレビ）準レギュラー

### 吹き替え
- スーザン・ヘイワードの吹き替え
  - 野性の女
  - わが心に歌えば
  - キリマンジャロの雪
  - 悪の花園
  - 一攫千金を夢見る男
  - 私は死にたくない
  - 狙われた駅馬車（1968年12月28日、NET『土曜映画劇場』）
- 黒い稲妻 - ウシー/ワルトラウト・ハース　※NHK版
- 看護婦物語(1963年のテレビドラマ)(NHK)
  - 「石のような女」 - ルース・マーチン/ペアトリス・ストレート
  - 「岐路に立つルーカス」 - ルーカス夫人/ジャン・スターリング
- 逃亡者 (1963年のテレビドラマ)（TBS） 
  - 第1話（モニカ・ウェールズ/ヴェラ・マイルズ）
  - 第37話（社会福祉士ラスキン/ベティ・ギャレット）
- 賭はなされた - ミシュリール・プレール　※NHK版
- 名ばかりの妻(日本未公開、NHK放送時題名、原題:"In Name Only") (メイダ【キャロル・ロンバート】)
- モンパルナスの灯 - ベアトリス/リリー・パルマー　※NHK版

## ディスコグラフィー

### シングル
- 「私がリルよ」（作詞：和田隆夫、作曲：東為二、1952年6月発売）
- 「波止場のリリー」（作詞：石本美由紀、作曲：平川英夫、1953年7月発売）
- 「雨の東京ルンバ」（作詞：横山賢一、作曲：島田逸平、1955年7月発売）

## 関連書籍
- 『麗しの銀幕スタア』、秋山庄太郎著、小学館 ISBN 4093433313
- 『日本映画スチール集 シリーズ映画 大映篇』、石割平編著、円尾敏郎著、ワイズ出版
- 『大映戦慄篇 昭和二十年代探偵スリラー映画』、那智史郎編著、ワイズ出版 ISBN 4898301649